# Niks mee te maken
Niks mee te maken is een lied van de Nederlandse zanger Snelle. Het werd in 2022 als single uitgebracht en stond in hetzelfde jaar als eerste track op de ep 1/3.

## Achtergrond
Niks mee te maken is geschreven door Okke Punt, Vincent van den Ende, Lars Bos, Julian Vahle, Sander de Bie en W. van Deursen en geproduceerd door Avedon, Vahle en De Bie. Het is een nummer uit het genre nederpop. Het lied werd op single uitgebracht met Pizza met ananas op de dubbele A-kant.

## Hitnoteringen
De zanger had bescheiden succes met het lied in Nederland. Het kwam tot de 46e plaats van de Single Top 100 en stond twee weken in deze lijst. Er was geen notering in de Top 40, maar het kwam tot de negende plaats van de Tipparade.